# Хафез аль-Асад
Хафе́з аль-А́сад (араб. حافظ الأسد; нар. 6 жовтня 1930 — пом. 10 червня 2000) — сирійський політичний діяч, генерал; військовий пілот, командувач авіацією; лідер сирійської фракції партії Баас; внаслідок перевороту 1970 року фактично став диктатором Сирії, формально обіймав посаду президента з 1971. Став засновником династії Асадів. З 1966 міністр оборони. Хафез аль Асад став прем'єр-міністром після безкровного військового перевороту в 1970, а в наступному році першим президентом, обраним загальним голосуванням. Придушив повстання Мусульманського Братства в 1982. Був переобраний кілька разів. Мусульманин, алавіт. Батько президента Башара Асада. Старший брат Ріфата аль-Асада.

## Біографія
Хафез Асад народився 15 жовтня 1930 року в селищі Кардаха поблизу міста Латакія в бідній багатодітній родині.
Член партії Баас з 1946 року.
В 1955 році закінчив коледж ВПС в Халебі, після чого проходив стажування в СРСР в місті Кант Киргизької РСР, під час якого вивчив російську. Після утворення Об'єднаної Арабської Республіки був направлений в Каїр, де був командиром ескадрильї реактивних винищувачів. Виступав проти союзу Сирії і Єгипту, за що був звільнений зі збройних сил.
У 1963 році брав участь у воєнному перевороті, в результаті якого від влади було усунуто президента Назіма Аль-Кудсі, а в країні була встановлена однопартійна система партії БААС.
З 1964 по 1970 рік був командувачем ВПС і ППО Сирійської Арабської Республіки (САР), одночасно займаючи з 1966 року пост міністра оборони. Після поразки Сирії в Шестиденній війні Асад звинуватив фактичного правителя країни Салаха Джадида у нездатності протистояти ізраїльській загрозі і в 16 листопада 1970  року усунув його від влади в результаті військового перевороту.

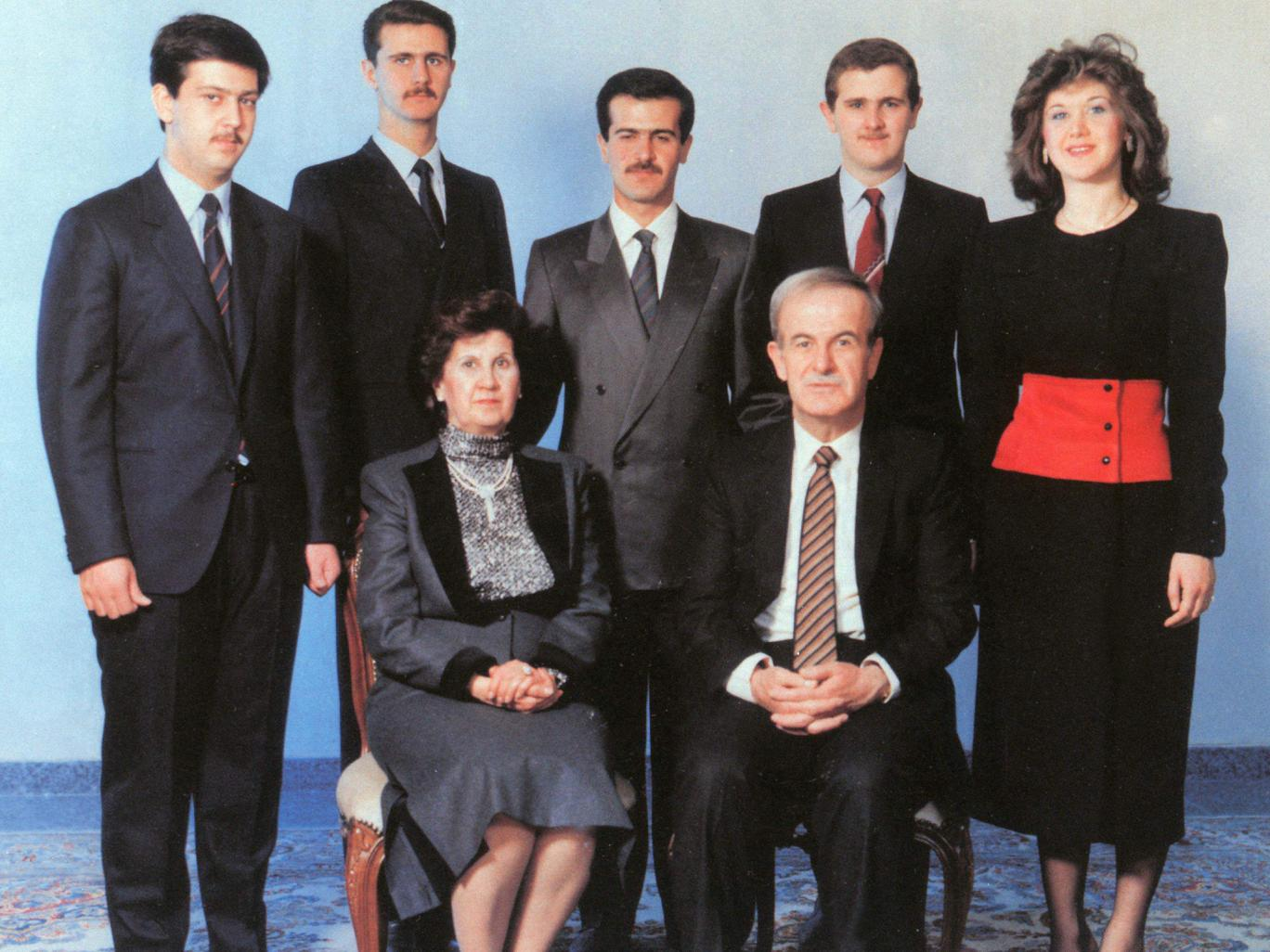
Родина Асадів. Сидять Хафез та Аніса. Стоять зліва направо: Магер, Башар, Басіль, Меджид і Бушра. Початок 1990-х рр.

22 лютого 1971 року став президентом Сирії, одночасно очолюючи сирійське відділення партії БААС, зумів стабілізувати політичну систему країни після десятиліття воєнних переворотів. Незважаючи на підтримку СРСР, програв війну Судного дня, внаслідок чого Ізраїль окупував Голанські висоти. У 1976 році втрутившись у Громадянську війну в Лівані, зумів взяти Ліван під фактично повний політичний контроль.
У 1982 році придушив ісламістське повстання, влаштувавши різанину у місті Хама, внаслідок якої більша частина міста була знищена й загинуло 10 — 40 тисяч осіб, переважно мирних мешканців.
По смерті Хафеза Асада 10 червня 2000 року від серцевого нападу президентом Сирії став його син Башар аль-Асад. Хафез мав намір зробити своїм наступником старшого сина Басіля, проте той загинув у автокатастрофі. Іншим кандидатом був молодший син Магер, але в підсумку Хафез віддав перевагу спокійному Башару, оскільки Магер мав вибуховий і агресивний характер.

## Культ особи

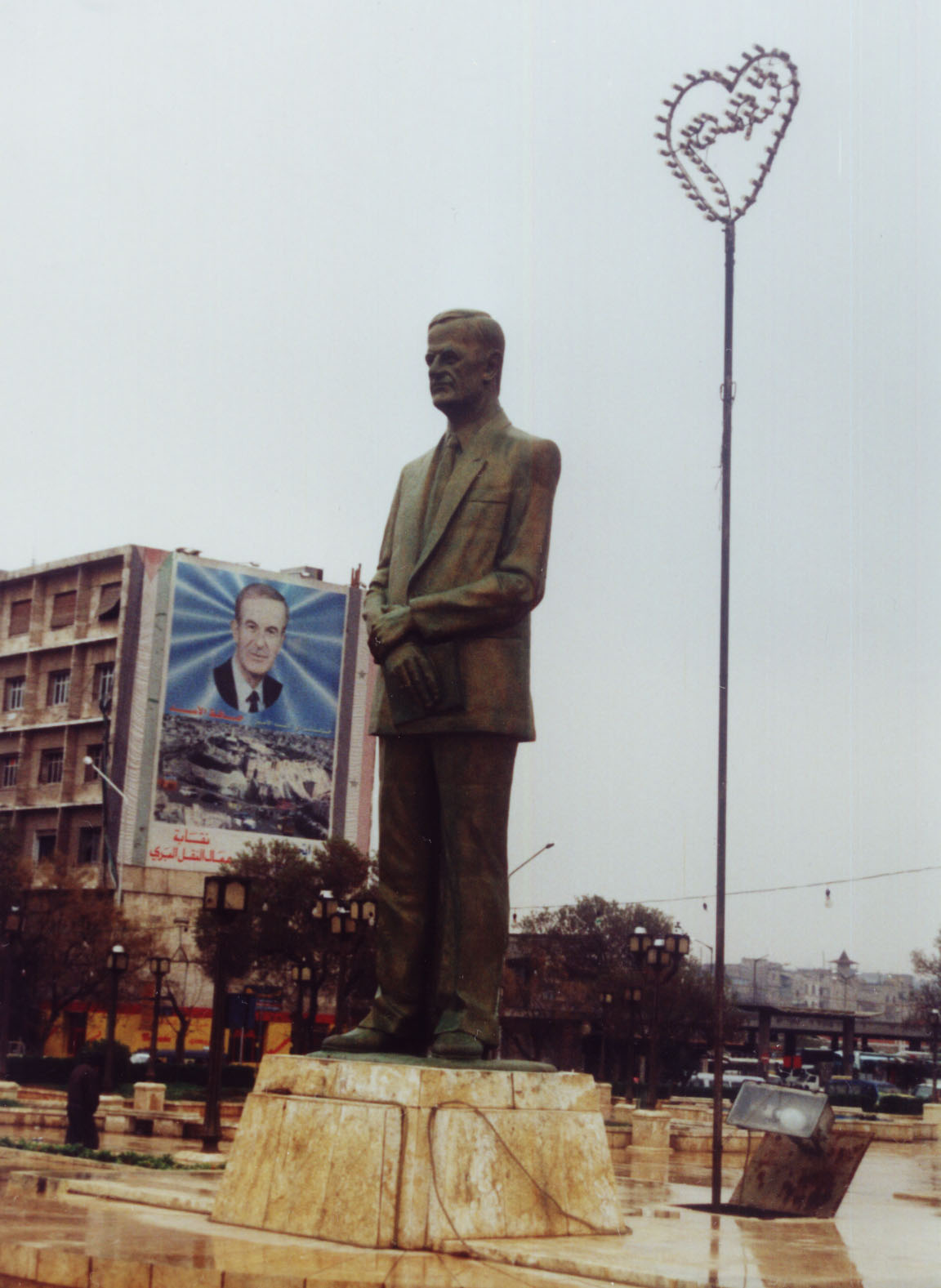
Площа в Алеппо зі статуєю та портретом Хафеза аль-Асада (2001)

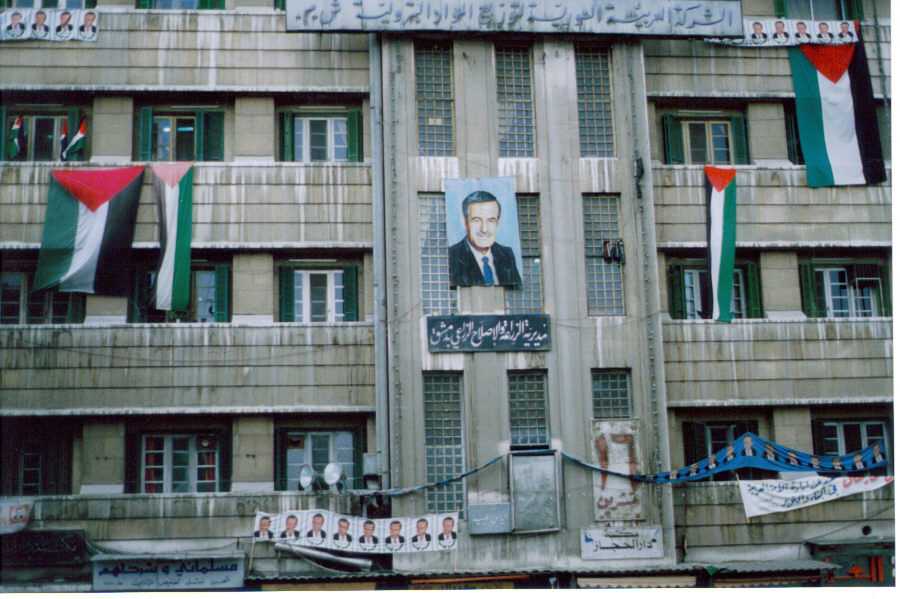
Портрети Хафеза аль-Асада на сирійських будівлях, 1992 рік

Протягом 1950-х років сирійські алавіти почали набувати впливу в сирійських збройних силах і партії Баас. На чолі з алавітськими військовими, такими як Салах Джадид, баасисти влаштували низку переворотів у 1960-х роках і збудували однопартійну державу. Партія зміцнила свій цілковитий контроль над державою та суспільством шляхом чисток цивільної еліти, агресивної пропагандистської політики «державно-націоналістичної індоктринації» та створювала мережі патронажу на основі конфесійних принципів для мобілізації підтримки. Після державного перевороту 1970 року, який усунув його суперника Салаха Джадіда; Хафез аль-Асад створив навколо себе культ особи в сталінському стилі; який зображував його як батька сирійської нації.

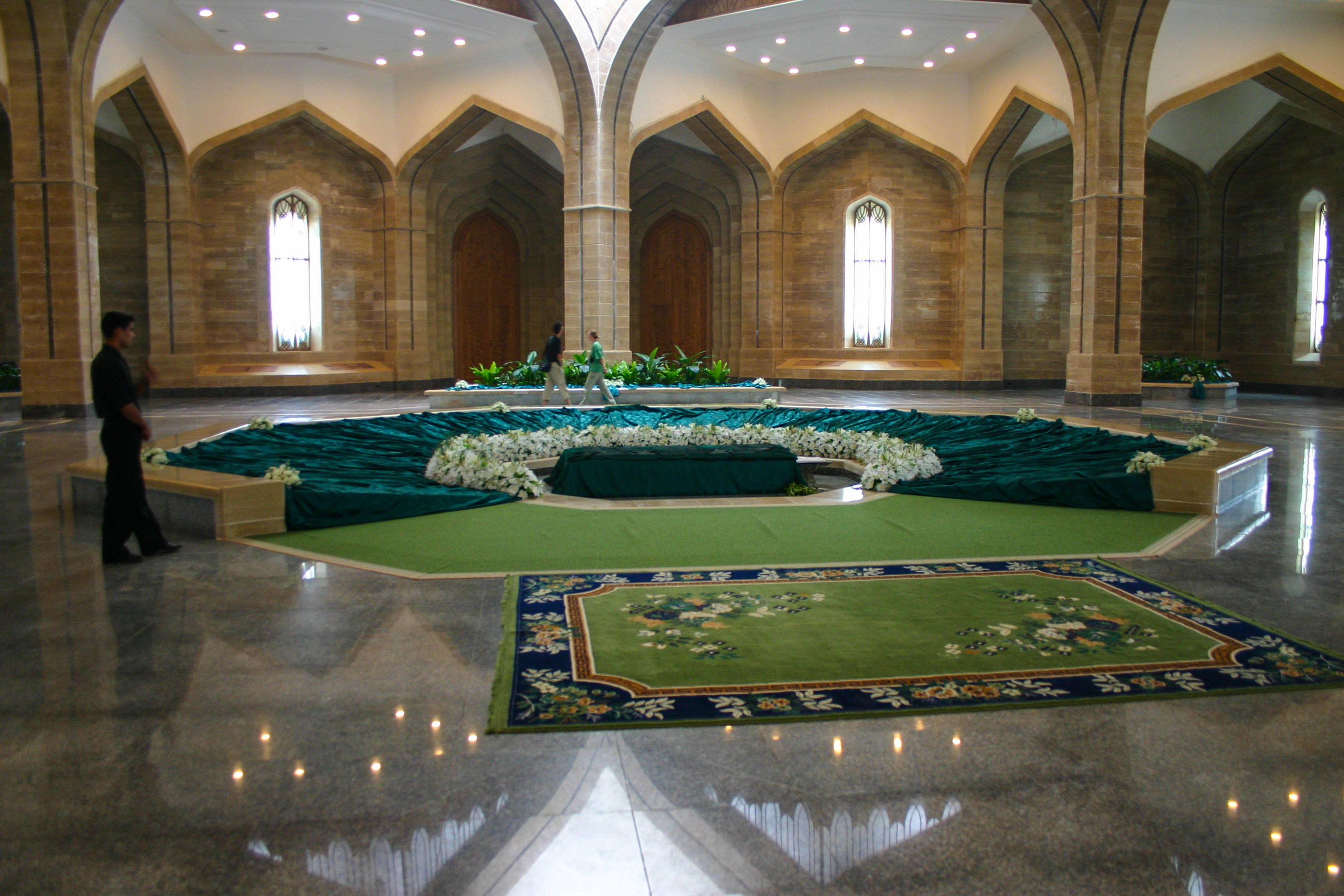
Мавзолей Хафеза аль-Асада у місті Кардаха

Після смерті Хафеза культ особи поширився на його сина Башара аль-Асада. Пам'ятники, малюнки, статуї, символи та рекламні щити обох лідерів були широкопоширені та покликані закріпити поняття «Сирія Асада». Спостерігачі розглядали зусилля державної пропаганди як стратегію забезпечення поступливості мас і ототожнення сирійської нації з династією Асадів.
|  | У жодній іншій країні на недавній пам'яті... ні в маоїстському Китаї, ні в комуністичній Югославії Тіто інтенсивність культу особи не досягала таких крайнощів. Образ Асада, який говорить, усміхається, слухає, доброзичливий чи суворий, урочистий чи замислений - всюди. Іноді по півдюжини його фотографій висять підряд. Його обличчя огортає телефонні стовпи і вантажівки, церкви і мечеті. Саме його бачить сирієць, коли розгортає газету |

З іншого боку, перебільшення пропаганди та все більше значення, яке надавалося підтримці культу особи навколо головних Асадів, призвели до одночасного зменшення акценту на самій сирійській ідентичності. На додаток до криміналізації будь-якої критики режиму; способи передачі повідомлень між державою та громадянським суспільством були суворо обмежені в межах того, що є офіційно прийнятним. Держава також заборонила приватні політичні погляди з критикою режиму та заохочувала громадян повідомляти про родичів і друзів, які виявляли небажане ставлення. Політика лібералізації економіки, реалізована протягом 2000-х років, посилила корупцію; оскільки головними вигодоздобувачами результатів були бізнесмени та родичі, наближені до родини Асадів; такі як Рамі Махлуф.

На відміну від інших арабських диктатур, ця риса режиму Баас і цілковита централізація влади в руках Асадів дозволили режиму прищепити аполітизм своїм громадянам; за якого пропагандистські гасла і символіка перетворилися на ритуал. Як наслідок, у звичайних сирійців стало набагато менше можливостей для вільної політичної активності порівняно з іншими арабськими державами. Багато людей уникали політичної активності; натомість віддаючи перевагу стабільності, яку пропонує режим. Зростання Інтернету та супутникових каналів і поширення груп громадянського суспільства та незалежних політичних активістів у 2000-х роках дедалі більше почали кидати виклик державній монополії на інформацію, що призвело до зростання політичного дисидентства серед молодших поколінь. Описуючи труднощі, пов'язані з підвищенням політичної свідомості сирійських громадян, порівнюючи їхню ситуацію з іншими арабськими протестувальниками, Керолайн, сирійська християнка та громадська активістка, ув'язнена режимом під час протестів Арабської весни 2011–12 рр., зазначає:
«До революції в Єгипті людям було дозволено збиратися, належати до політичних партій; люди мали політичне життя. Натомість у Сирії ми були осторонь від політики. Ми виросли в Сирії, і наші батьки казали нам, що ми не повинні говорити з будь-ким про нашу релігію чи про політику»
З моменту захоплення влади Хафезом аль-Асадом у 1970 році, державна пропаганда просувала новий національний дискурс, заснований на об'єднанні сирійців під «єдиною уявною ідентичністю баасистів» і асадизмом. Палко лояльні напіввійськові угруповання, відомі як Шабіха (тобто «привиди»), обожнювали династію Асадів за допомогою таких гасел, як «Немає Бога, крім Башара!» та вели психологічну війну проти нонконформістського населення.

## Спалення могили Хафеза Асада
11 грудня 2024 року стало відомо, що могилу колишнього президента й батька Башара Асада Хафеза аль-Асада в місті Кардаха сплюндрували, а труну з тілом — спалили. Весь процес записали на відео та зробили світлини сирійські повстанці. Кадри зі сплюндрованою могилою і підпаленою труною з останками Хафеза Асада швидко облетіли Інтернет, зокрема і його український сегмент.